# Красный, Лев Исаакович
Лев Исаакович Красный (22 марта [4 апреля] 1911, Санкт-Петербург — 25 мая 2008, Санкт-Петербург) — советский и российский геолог, член-корреспондент АН СССР (1970).

## Биография
Родился 22 марта (4 апреля) 1911 года в Санкт-Петербурге в семье учителя естествознания мужского училища Общества распространения просвещения между евреями в России Исаака Яковлевича Красного (1871—1922). Его дед по имени Янкеф-Нуте Менделевич Красный был кантонистом и после службы осел в Геническе, где занимался извозом зерна.
Окончил коллекторские курсы при Неметаллическом геолого-разведочном институте (1930) и Ленинградский горный институт (1936).
В 1936—1939 годах был начальником Удыльской партии в Дальневосточном геологическом управлении.
В 1941—1945 годах служил в РККА, был командиром 322-й батареи, начальником штаба 31-го отдельного артиллерийского дивизиона, Кронштадтский сектор КронМОР КБФ, капитаном.
В 1939—1971 годах работал во Всесоюзном геологическом институте имени А. П. Карпинского (ВСЕГЕИ, Ленинград), с 1956 года начальник отдела геологии и полезных ископаемых восточных районов.
В 1971—1975 годах работал в Дальневосточном институте минерального сырья (Хабаровск), создал Дальневосточный филиал НРС ВСЕГЕИ (региональный экспертный совет НРС МПР России) и Дальневосточную региональную межведомственную стратиграфическую комиссию (ДВРМСК).
В 1975 году вернулся во ВСЕГЕИ.
В 1975—1990 годах был председателем Совета по геологическим и геофизическим исследованиям БАМа
Научные интересы — региональная геология и тектоника восточной части СССР.
Скончался 25 мая 2008 года в Санкт-Петербурге. Похоронен на Смоленском кладбище.

## Семья
Мать — Фаня Красная и две сестры Наталья и Дебора с детьми, эвакуированные из Ленинграда, были расстреляны немцами во время массовых убийств еврейского населения 5 сентября 1942 года в Пятигорске. Его жене с сыном Леонидом удалось укрыться у знакомой семьи.
- Двоюродные братья — композитор И. Г. Адмони и лингвист В. Г. Адмони.
- Племянник историка Г. Я. Красного-Адмони.
- Сын - Красный Леонид Львович
- Сын - Красный Михаил Львович
- Сын - Красный Евгений Львович

## Награды и премии
Лауреат Ленинской премии (1964, за участие в открытии урановых месторождений) и Государственной премии РСФСР (1991), премии имени академика А. П. Карпинского РАН (2001) — за цикл работ в области наук о Земле, создание серии геологических и тектонических карт России, Евразии и Мира, прогноз и открытие рудных месторождений.
Награждён тремя орденами Отечественной войны II степени (1944, 1945, 1985).

## Членство в организациях
Член-корреспондент АН СССР (1970).